# روح نظاره‌گر
روح نظاره‌گر 
(به تاهیتیایی: Manao tupapau)، (به فرانسوی: L'esprit des morts veille) یک نقاشی رنگ روغن روی گونی از پل گوگن است که سال ۱۸۹۲ کشیده شد. نقاشی دختری برهنه تاهیتیایی را روی تخت نشان می‌دهد در حالی که پیرزنی سیاه‌پوش پشت سرش نشسته است. گوگن خود گفته است که نام نقاشی می‌تواند بیانگر تصور دختر از روح یا تصور روح از دختر باشد.

## دیگر نسخه‌ها

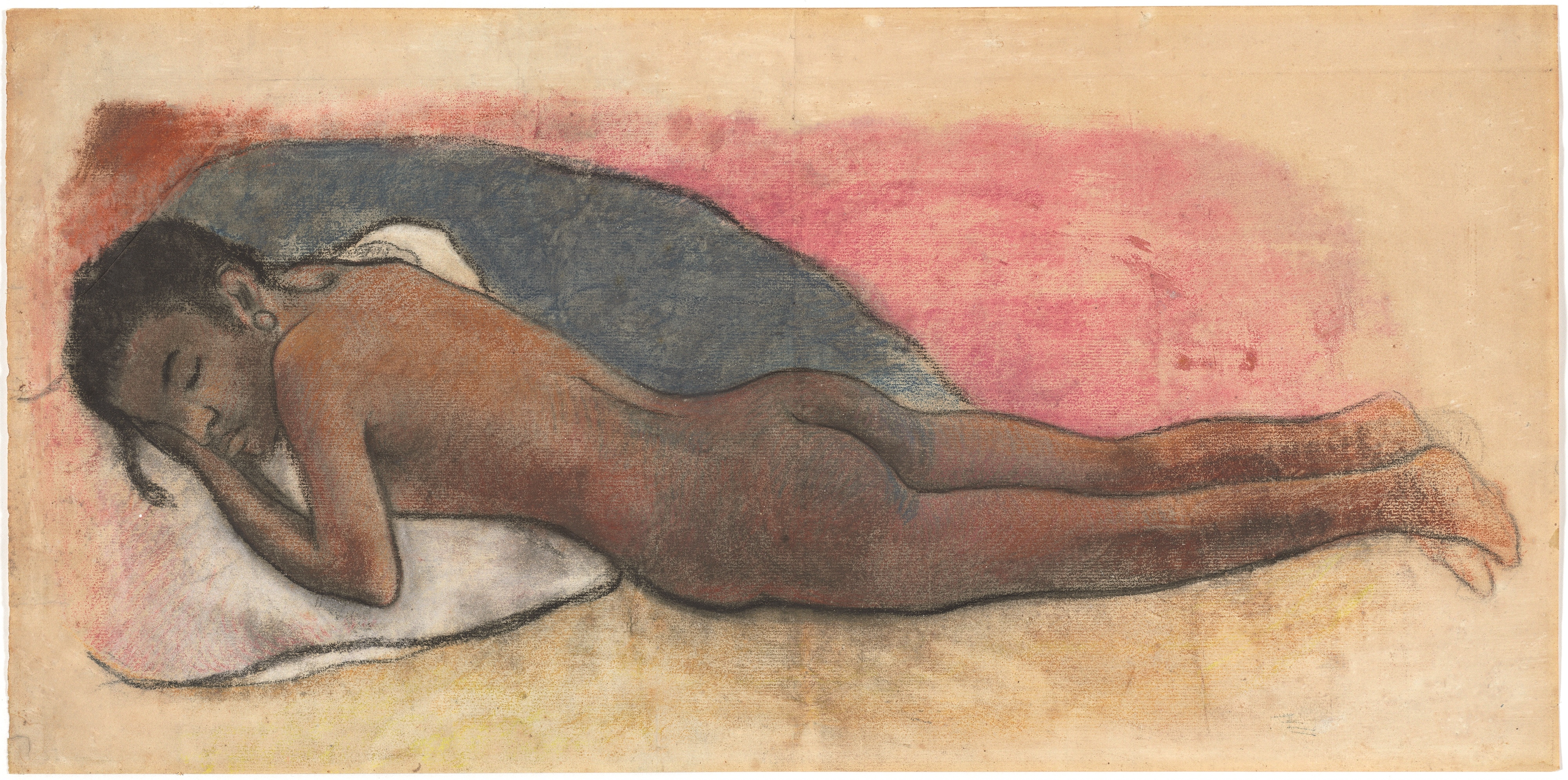
Reclining Nude, pastel, 1894–95, National Gallery of Art
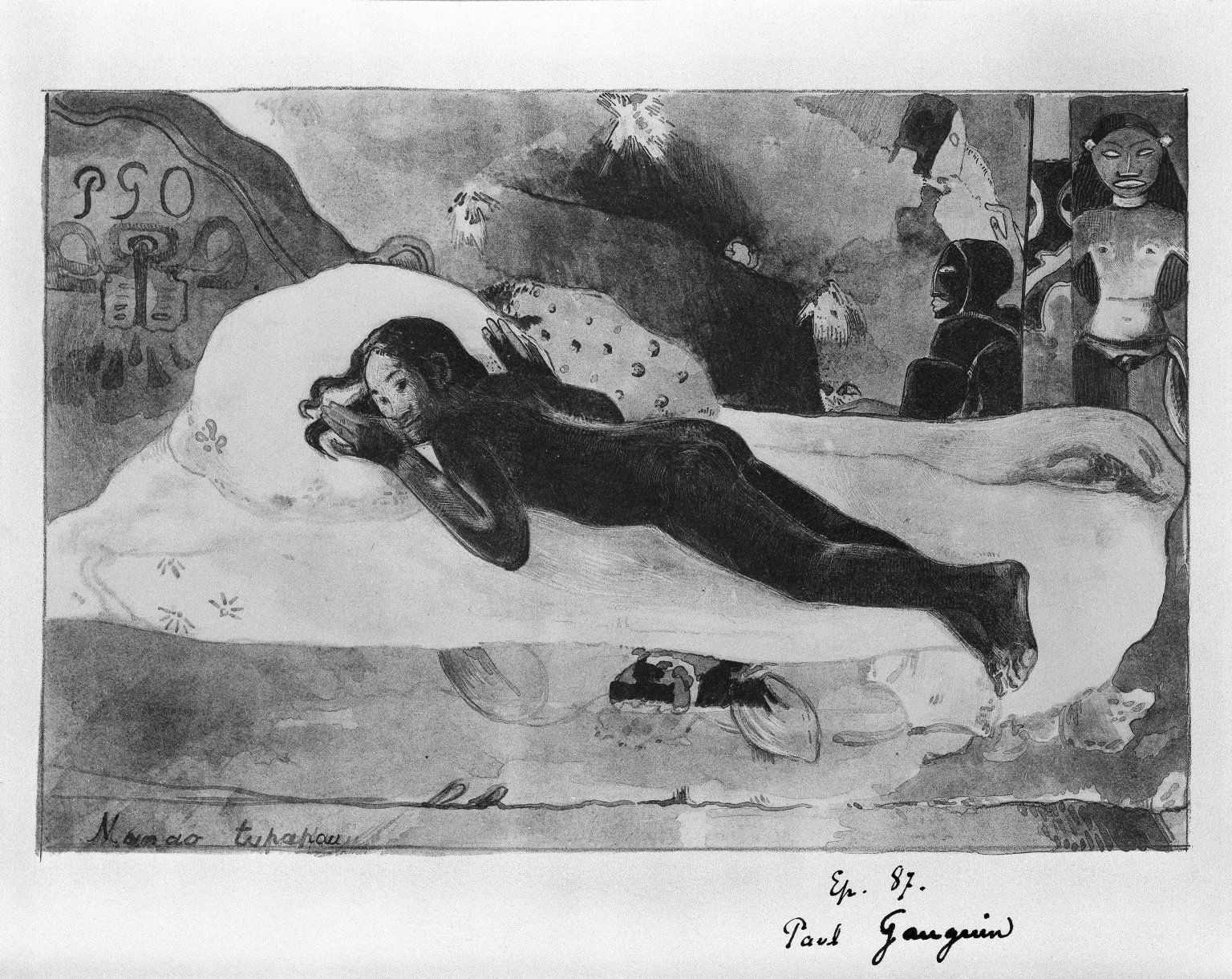
Manao Tupapau (Watched by the Spirits of the Dead), lithograph, 1894, Brooklyn Museum
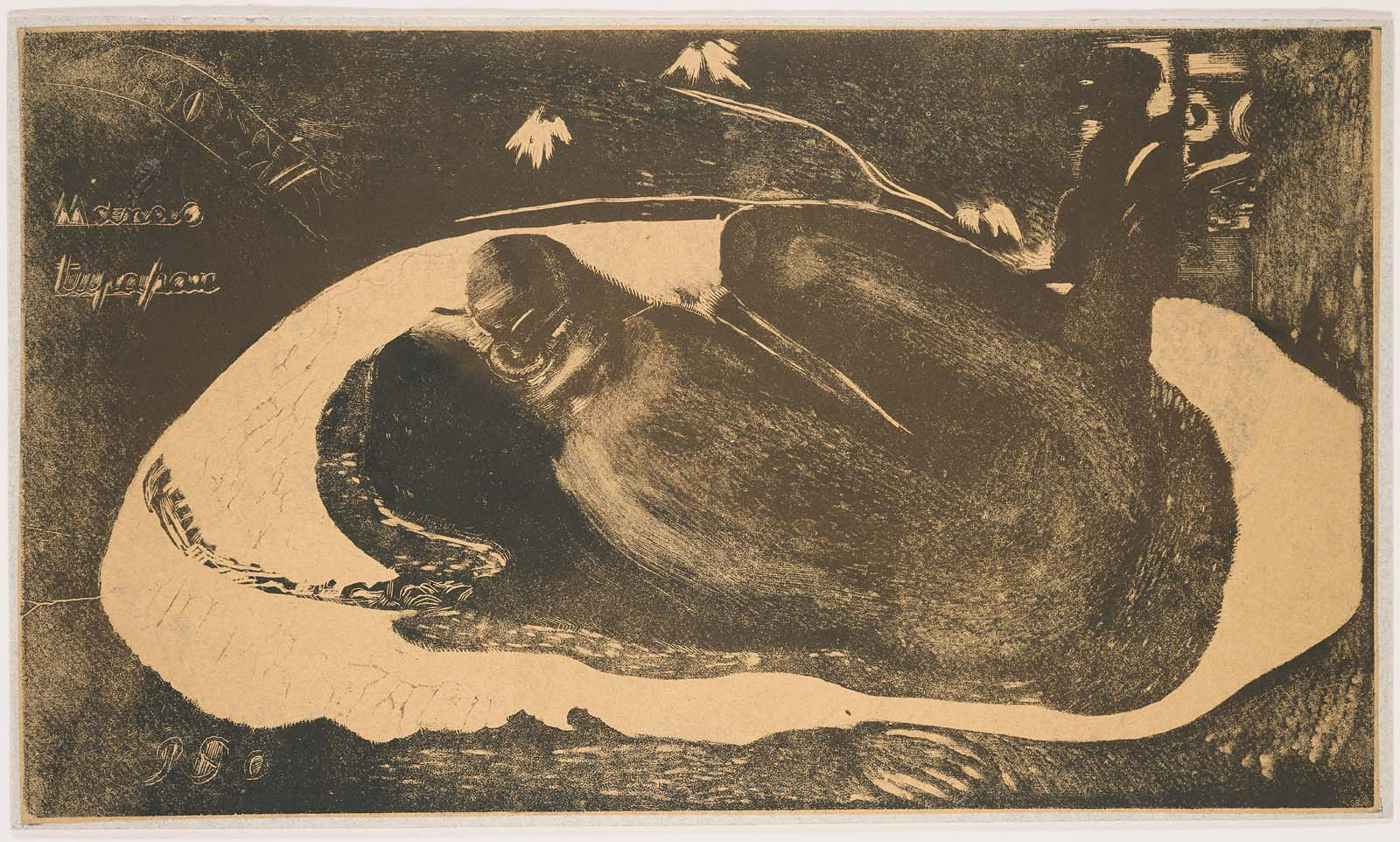
Manao Tupapau (The Spirit of the Dead Watching), woodcut (Noa Noa suite), 1893–94, Museum of Fine Arts, Boston
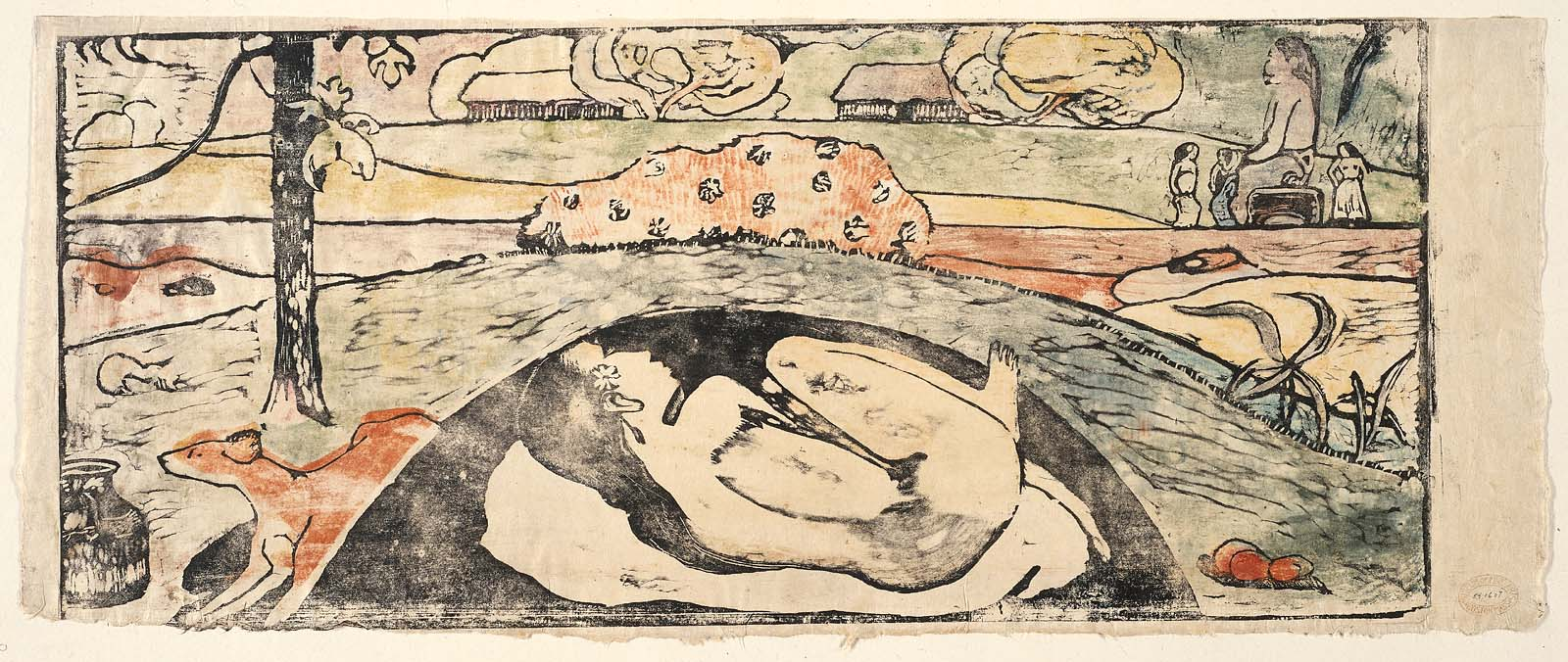
Manao Tupapau (The Spirit of the Dead Watching), woodcut, 1894–95, Museum of Fine Arts, Boston
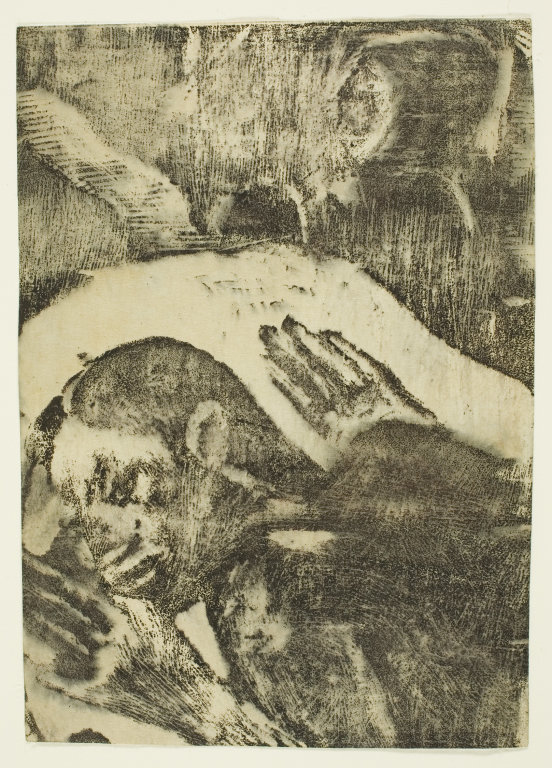
Manao Tupapau (Watched by the Spirits of the Dead), woodcut, 1894–95, Art Institute of Chicago